# Mezzovico-Vira
Mezzovico-Vira is een gemeente en plaats in het Zwitserse kanton Ticino, en maakt deel uit van het district Lugano.
Mezzovico-Vira telt 1003 inwoners.